# Yola panelii
Yola panelii är en skalbaggsart som beskrevs av Olof Biström 1982. Yola panelii ingår i släktet Yola och familjen dykare. Inga underarter finns listade i Catalogue of Life.